# Samtgemeinde Oldendorf

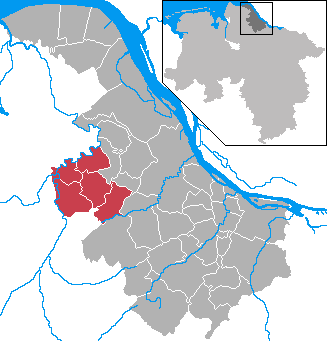
Ligging van de voormalige Samtgemeinde Oldendorf

Wapen van de Samtgemeinde

De Samtgemeinde Oldendorf was een Samtgemeinde in de Duitse deelstaat Nedersaksen. Ze was een samenwerkingsverband van 5 kleinere gemeenten in het midden van de Landkreis Stade. Het bestuur was gevestigd in Oldendorf. De Samtgemeinde ontstond op 1 juli 1972 uit de gemeenten Burweg, Estorf, Heinbockel, Kranenburg en Oldendorf. Op 1 januari 2014 fuseerde de Samtgemeinde Oldendorf met de Samtgemeinde Himmelpforten tot de nieuwe Samtgemeinde Oldendorf-Himmelpforten. Oldendorf had een oppervlakte van 106,4 km² en telde op 31 december 2012 7386 inwoners.